# Erich Tschetschog
Erich Tschetschog (* 6. Juni 1899 in Berlin; † 16. Februar 1973 Brandenburg (Havel)) war ein deutscher  katholischer Pfarrer, CDU-Politiker und Ehrenbürger der Stadt Belzig.

## Leben
Nach dem Abitur studierte Tschetschog Katholische Theologie in Berlin und Breslau und besuchte das Priesterseminar. Während des Studiums wurde er 1917 Mitglied der katholischen Studentenverbindungen KDStV Bavaria Berlin und später auch der KDStV Marchia Breslau, beide im CV. Aufgrund seines Wohnortes in der Sowjetischen Besatzungszone und seiner politischen Tätigkeit wurde er zu seinem eigenen Schutz in der Nachkriegszeit bis zu seinem Tod nur noch in verschlüsselter Abkürzung (T...) und mit seinem Receptionsdatum (10. September 1917) im Gesamtverzeichnis des CV geführt.
Als Pfarrer der Stadt Belzig war Tschetschog maßgeblich daran beteiligt, dass die Stadt kampflos den herannahenden sowjetischen Truppen übergeben werden konnte. Zusammen mit dem Lehrer Arthur Krause versuchte Tschetschog Anfang Mai vergeblich mit dem deutschen Stützpunktkommandanten zu verhandeln. Nach der Flucht der deutschen Militärs aus der Stadt rief er die Bewohner der Stadt auf, weiße Fahnen aus den Fenstern zu hängen und händigte mit anderen Bürgern dem ersten Panzerspähwagen der Roten Armee am 3. Mai ein Schreiben mit der Kapitulation der Stadt aus.
Nach dem Krieg gründete Tschetschog mit anderen den CDU-Kreisverband Belzig und war ab August 1945 Mitglied im Kreisausschuss. Am 10. November 1945 wurde Tschetschog zum neuen Kreisvorsitzenden des CDU-Kreisverbandes Belzig gewählt. Bis zu seiner Absetzung im Frühjahr 1950, offiziell wegen gesundheitlicher Gründe, versuchte er die CDU zu stärken und arbeitete vergeblich gegen die Einflussnahme durch die SED.
Die letzten Jahre verbrachte Tschetschog in Pension in Wiesenburg und war der Beichtvater im Marienkrankenhaus in Brandenburg (Havel). Dort starb er 1973.

## Würdigungen
- Zusammen mit Artur Krause wurde er am 4. Mai 1965 zum Ehrenbürger der Stadt Belzig ernannt
- Seit dem 13. Juli 2009 trägt die Belziger Oberschule den Namen Krause-Tschetschog-Oberschule[9]